# スーパークルーザー級
スーパークルーザー級は、コンバットスポーツにおける体重別階級の一つである。

## ボクシング
IBAがタイトル戦の階級としてスーパークルーザー級を認定している。190〜210ポンドの間とされるが、一定した基準はない。この階級で戦ったことがある一番有名なボクサーはジェームズ・トニーである。彼は、2001年にIBA世界スーパークルーザー級王座を獲得し、2年後の2003年には（通常の）クルーザー級王座を獲得している。また、1998年に元WBA世界クルーザー級王座のオーリン・ノリスが、IBA世界スーパークルーザー級王座を獲得している。多くのボクサーはこの階級ではなくクルーザー級(175 - 200ポンド(79.379 - 90.719kg))あるいはヘビー級(200ポンド(90.719kg)以上)を選択する。
2023年11月30日、WBAがスーパークルーザー級の新設を全会一致で承認。契約体重はWBCで独自に認定しているブリッジャー級と同じく200ポンドから224ポンド（90.719kg～101.604kg）。しかし2024年1月、名称をWBCと同じブリッジャー級に変更した。

## キックボクシング・総合格闘技
キックボクシングと総合格闘技の王座認定団体であるISKAは、クルーザー級を84.7-88.2kg(186.1-194lbs)、スーパークルーザー級を88.3-94.1kg(194.7-207.5lbs)、ヘビー級を94.1-101.4kg(207.5-223.5lbs)としている。